# Église d'Alastaro

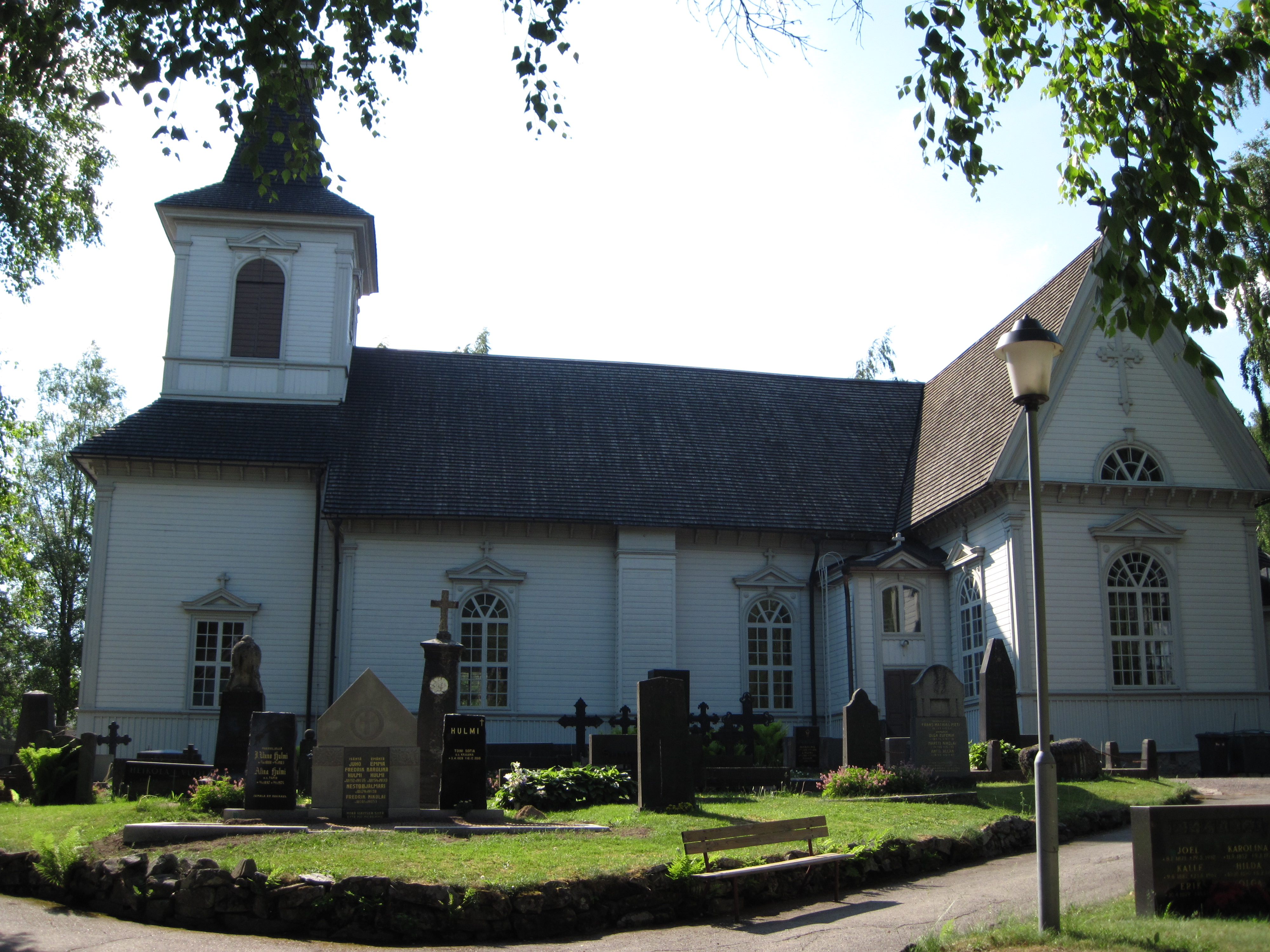
Église de Alastaro, 2011.

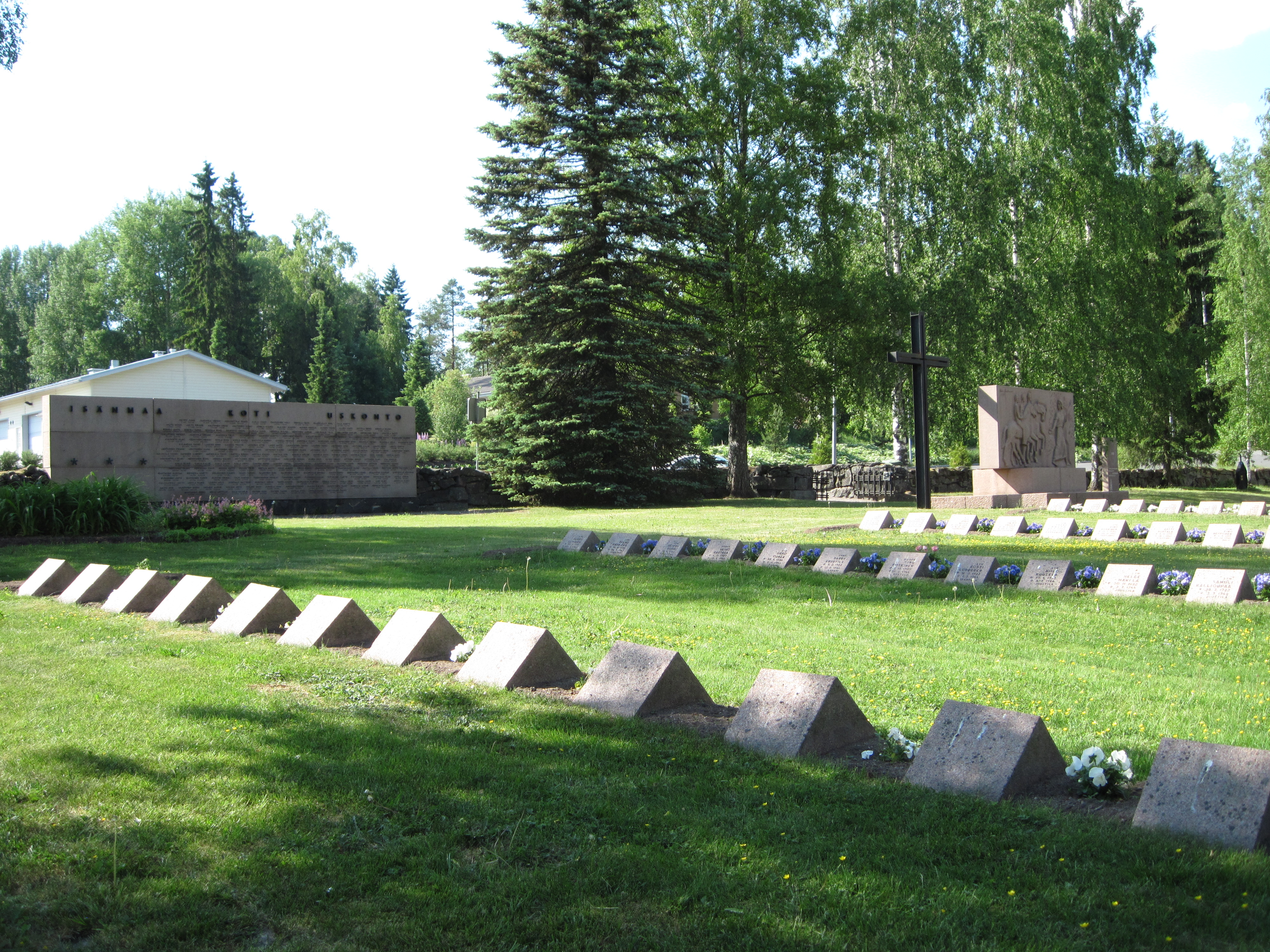
Tombes des héros tombés à la guerre.

L'église d'Alastaro (en finnois : Alastaron kirkko) est une église située à Alastaro dans la commune de Loimaa  en Finlande propre.

## Histoire
Elle est d'abord construite à Loimaa avant d'être déplacée en 1840–1841 à son endroit actuel. En la déplaçant on lui ajoute une tour de 25 mètres de haut, une sacristie et deux ailes. Son aspect extérieur a été conçu par Josef Stenbäck en 1896-97. L'autel date de 1752, et les orgues de 1954.